# 中庄村 (新港鄉)

23°34′10.6″N 120°20′43.7″E / 23.569611°N 120.345472°E
中庄村是臺灣省嘉義縣新港鄉轄下的行政區。面積2.392122Km2。
中庄村在新港街面四村的西北方，中正路往北的西方，和古民村以中正路為界，北方接南崙村，西邊和後庄相連，與古民、後庄併稱三庄，因三庄共信三山國王，又稱為兄弟庄。
永祿宮：主祀為三山國王。
中庄村有大潭、菱角潭、廟後潭、庄肚潭四個池塘，岸邊設有步道與涼亭，有著媽祖外型的中庄橋在連接溪口與新港的道路上。